# Papanduva
Papanduva is een gemeente in de Braziliaanse deelstaat Santa Catarina. De gemeente telt 17.670 inwoners (schatting 2009).

## Aangrenzende gemeenten
De gemeente grenst aan Itaiópolis, Mafra, Major Vieira, Monte Castelo, Rio do Campo, Santa Terezinha en Três Barras.

## Verkeer en vervoer
De plaats ligt aan de wegen BR-116, BR-477 en SC-477.